# Magħtab
Magħtab est un village de Malte, situé dans le nord de Malte, faisant partie du conseil local (Kunsill Lokali) de Naxxar compris dans la région (Reġjun) Tramuntana.

## Activités économiques
Magħtab est connu pour avoir été le lieu du plus important dépôt d'ordures ménagères à ciel ouvert de Malte. Depuis l'entrée dans l'Union européenne et la fermeture du site en 2004, des budgets (pour plus de 15 millions d'euros), européens et maltais ont été récoltés et débloqués pour « paysager et écologiser la montagne d'ordures » d'une superficie d'environ 280 000 mètres carrés et d'une hauteur d'une centaine de métres. Commencée en 2011, l'aménagement devait se terminer en 2013.
Une usine de traitement mécanique des ordures est en cours d'installation pour un budget de 43 millions d'euros pour traiter 100 000 tonnes par an de déchets ménagers, 47 000 tonnes par an de déchets et gravas encombrants et 39 000 tonnes par an de déchets agricoles (fumier solide et liquide).

## Sources
- (mt) Alfie Guillaumier, Bliet u Rħula Maltin (Villes et villages maltais), Klabb Kotba Maltin, Malte, 2005.
- (en) Juliet Rix, Malta and Gozo, Brad Travel Guide, Angleterre, 2013.
- Alain Blondy, Malte, Guides Arthaud, coll. Grands voyages, Paris, 1997.